# Атлетика на Летњим олимпијским играма 1896 — 1.500 метара за мушкарце
Такмичење у дисциплини 1.500 м за мушкарце, на Олимпијским играма 1896. одржано је 7. априла на стадиону Панатинаико. За такмичење се пријавило 8 такмичара из 5 земаља.
Велики фаворит Француз Албен Лермизио са најбољим временом до тада, заузео је треће место са доста слабијим резултатом. Победио је Едвин Теди Флек из Аустралије, победник и трке на 800 метара.

## Земље учеснице
- Аустралија (1)
- Француска (1)
- Немачко царство (1)
- Грчка {4}
- САД (1)

## Рекорди пре почетка такмичења
| Најбољи резултат на свету | 4:17,00                        | Албен Лермизио                 | Француска                      |                                | 1895.                          |
| Олимпијски рекорд         | први пут на олимпијским играма | први пут на олимпијским играма | први пут на олимпијским играма | први пут на олимпијским играма | први пут на олимпијским играма |

## Освајачи медаља
| Едвин Теди Флек Аустралија | Артур Блејк САД | Албен Лермизио Француска |

## Нови рекорди после завршетка такмичења
| Олимпијски рекорд | 4:33,2 | Едвин Теди Флек | Аустралија | Атина, Грчка | 6. април 1896. |

## Резултати
| Пласман | Такмичар                 | Држава          | Резултат  |
| ------- | ------------------------ | --------------- | --------- |
|         | Едвин Теди Флек          | Аустралија      | 4:33,2 ОР |
|         | Артур Блејк              | САД             | 4:34,0    |
|         | Албен Лермизио           | Француска       | 4:36,0    |
| 4.      | Карл Гале                | Немачко царство | 4:39,0    |
| 5.      | Ангелос Фецис            | Грчка           | непознат  |
| 6.      | Димитриос Големис        | Грчка           | непопзнат |
| 7.      | Константинос Каракацанис | Грчка           | непознат  |
| 8.      | Димитриос Томпроф        | Грчка           | непознат  |